# Coelidia signatipennis
Coelidia signatipennis är en insektsart som beskrevs av Rauno E. Linnavuori 1956. Coelidia signatipennis ingår i släktet Coelidia och familjen dvärgstritar. Inga underarter finns listade i Catalogue of Life.